# Albert Park Circuit

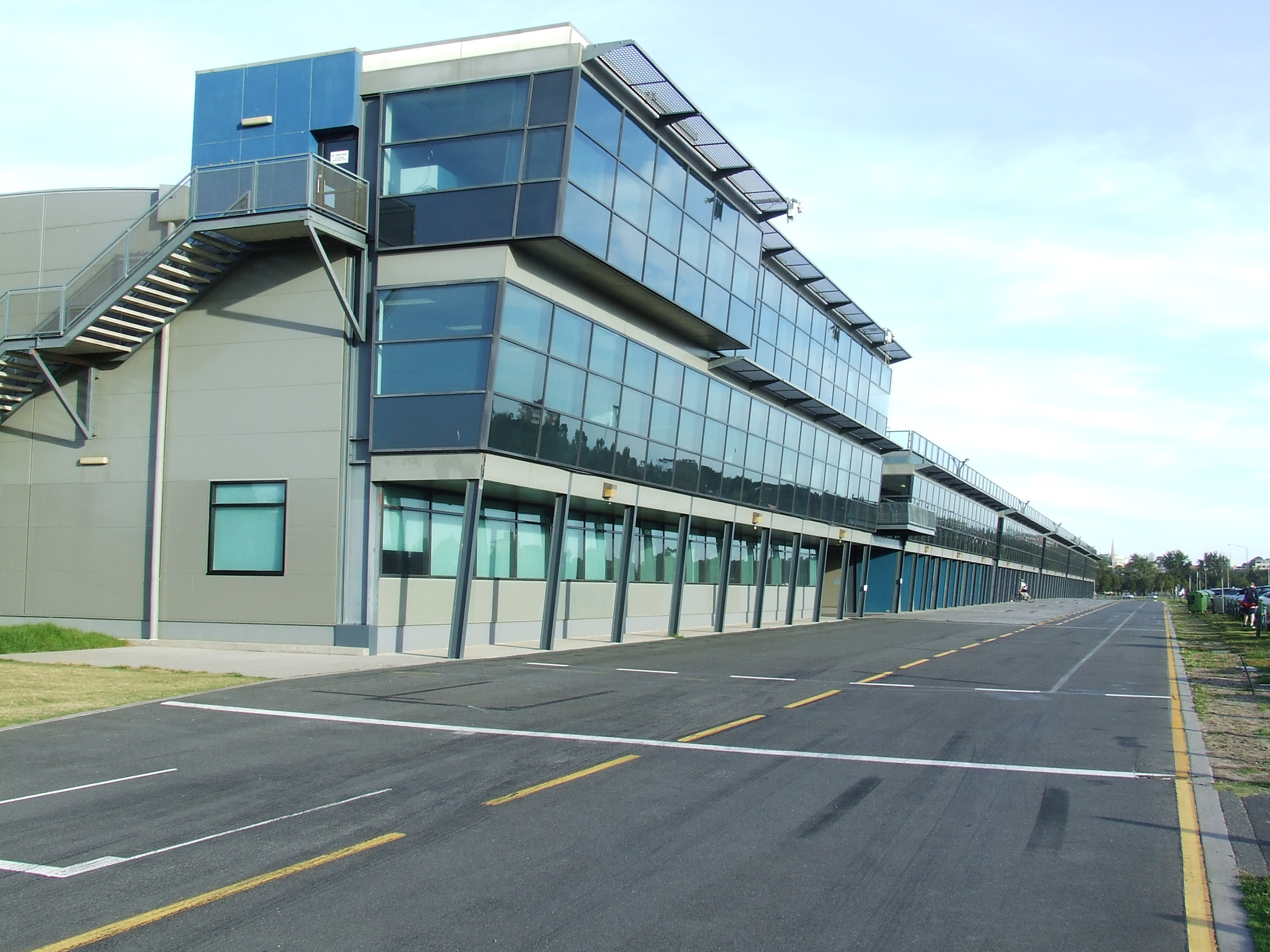
Die Boxengasse des Albert Park Circuit

Der Albert Park Circuit ist eine semi-permanente Motorsport-Rennstrecke im australischen Melbourne. Sie ist Austragungsort des Großen Preises von Australien in der Formel-1-Weltmeisterschaft.

## Geschichte
Die Strecke wurde 1996 eröffnet und löste den Adelaide Street Circuit als Austragungsort des Großen Preises von Australien der Formel 1 ab. Die Länge der Strecke beträgt 5,279 km. Die Boxengasse ist 280,1 m lang. Als Rennstrecke werden Straßen benutzt, die im Melbourner Albert Park (Port Phillip City) den gleichnamigen, künstlichen See umkreisen und zum jeweiligen Grand-Prix-Wochenende für den öffentlichen Straßenverkehr gesperrt werden. Der Streckenverlauf folgt dabei ab der Start-Ziel-Geraden dem parallel zum südwestlichen Seeufer führenden Aughtie Drive, bis am Nordende des Sees der Albert Road Drive zum nordöstlichen Seeufer führt. Dort folgt die Strecke dem größtenteils direkt am Seeufer verlaufenden Lakeside Drive bis zum Südende des Sees, von wo aus der Ross Gregory Drive wieder zurück zum Aughtie Drive führt. Die für das Rennen wichtige Infrastruktur wird in den drei Monaten vor der Austragung jedes Mal wieder von neuem auf- und in den sechs Wochen nach dem Rennen abgebaut, denn nur die Start-Ziel-Gerade mit der Boxenanlage ist permanent.
Nach harten Verhandlungen hatten sich die Landesregierung von Victoria und die FIA auf eine Startzeit von 17 Uhr Ostaustralische Standardzeit (AEST) (7 Uhr Mitteleuropäischer Zeit (MEZ), bzw. 8 Uhr bei Mitteleuropäischer Sommerzeit (MESZ)) geeinigt, um die europäischen Fans besser zu erreichen. Dabei soll auf künstliche Beleuchtung verzichtet werden. Der Grand Prix auf dem Albert Park Circuit stellt meist das Saisonauftaktrennen eines Jahres dar. Das Auftaktrennen fand 2017 am 26. März statt. Beim Saisonstart am 4. März 2001 starb der Streckenposten Graham Beveridge, nachdem er von einem herumfliegenden Rad getroffen worden war, welches sich bei einer Kollision zwischen Jacques Villeneuve und Ralf Schumacher gelöst hatte. Der Große Preis von Australien 2020 wurde aufgrund der COVID-19-Pandemie im April des Jahres abgesagt.
Nach einer weiteren Verschiebung des Großen Preises von Australien im Jahr 2021 wurde das Layout der Strecke geändert. Die Änderungen betrafen die Kurven 9, 10, 11 und 12. Weitere Modifikationen umfassten die Verbreiterung der Boxengasse und einigen Kurven. Die Rundenzeiten sollen sich dadurch um bis zu 5 Sekunden verkürzen.

## Statistik
| Nr. | Jahr | Fahrer                                  | Konstrukteur                            | Motor                                   | Reifen                                  | Zeit                                    | Streckenlänge                           | Runden                                  | Ø-Tempo                                 | Datum                                   | GP von     |
| --- | ---- | --------------------------------------- | --------------------------------------- | --------------------------------------- | --------------------------------------- | --------------------------------------- | --------------------------------------- | --------------------------------------- | --------------------------------------- | --------------------------------------- | ---------- |
| 1   | 1996 | Damon Hill                              | Williams                                | Renault                                 | G                                       | 1:32:50,491 h                           | 5,302 km                                | 58                                      | 198,736 km/h                            | 10. März                                | Australien |
| 2   | 1997 | David Coulthard                         | McLaren                                 | Mercedes                                | G                                       | 1:30:28,718 h                           | 5,302 km                                | 58                                      | 203,926 km/h                            | 9. März                                 | Australien |
| 3   | 1998 | Mika Häkkinen                           | McLaren                                 | Mercedes                                | B                                       | 1:31:45,996 h                           | 5,303 km                                | 58                                      | 201,102 km/h                            | 8. März                                 | Australien |
| 4   | 1999 | Eddie Irvine                            | Ferrari                                 | Ferrari                                 | B                                       | 1:35:01,659 h                           | 5,303 km                                | 57                                      | 190,852 km/h                            | 7. März                                 | Australien |
| 5   | 2000 | Michael Schumacher                      | Ferrari                                 | Ferrari                                 | B                                       | 1:34:01,987 h                           | 5,303 km                                | 58                                      | 196,255 km/h                            | 12. März                                | Australien |
| 6   | 2001 | Michael Schumacher                      | Ferrari                                 | Ferrari                                 | B                                       | 1:38:26,533 h                           | 5,303 km                                | 58                                      | 187,465 km/h                            | 4. März                                 | Australien |
| 7   | 2002 | Michael Schumacher                      | Ferrari                                 | Ferrari                                 | B                                       | 1:35:36,792 h                           | 5,303 km                                | 58                                      | 193,011 km/h                            | 3. März                                 | Australien |
| 8   | 2003 | David Coulthard                         | McLaren                                 | Mercedes                                | M                                       | 1:34:42,124 h                           | 5,303 km                                | 58                                      | 194,868 km/h                            | 9. März                                 | Australien |
| 9   | 2004 | Michael Schumacher                      | Ferrari                                 | Ferrari                                 | B                                       | 1:24:15,757 h                           | 5,303 km                                | 58                                      | 219,011 km/h                            | 7. März                                 | Australien |
| 10  | 2005 | Giancarlo Fisichella                    | Renault                                 | Renault                                 | M                                       | 1:24:17,336 h                           | 5,303 km                                | 57                                      | 215,168 km/h                            | 6. März                                 | Australien |
| 11  | 2006 | Fernando Alonso                         | Renault                                 | Renault                                 | M                                       | 1:34:27,870 h                           | 5,303 km                                | 57                                      | 191,990 km/h                            | 2. April                                | Australien |
| 12  | 2007 | Kimi Räikkönen                          | Ferrari                                 | Ferrari                                 | B                                       | 1:25:28,770 h                           | 5,303 km                                | 58                                      | 215,893 km/h                            | 18. März                                | Australien |
| 13  | 2008 | Lewis Hamilton                          | McLaren                                 | Mercedes                                | B                                       | 1:34:50,616 h                           | 5,303 km                                | 58                                      | 194,578 km/h                            | 16. März                                | Australien |
| 14  | 2009 | Jenson Button                           | Brawn                                   | Mercedes                                | B                                       | 1:34:15,784 h                           | 5,303 km                                | 58                                      | 195,776 km/h                            | 29. März                                | Australien |
| 15  | 2010 | Jenson Button                           | McLaren                                 | Mercedes                                | B                                       | 1:33:36,531 h                           | 5,303 km                                | 58                                      | 197,144 km/h                            | 28. März                                | Australien |
| 16  | 2011 | Sebastian Vettel                        | Red Bull                                | Renault                                 | P                                       | 1:29:30,259 h                           | 5,303 km                                | 58                                      | 206,184 km/h                            | 27. März                                | Australien |
| 17  | 2012 | Jenson Button                           | McLaren                                 | Mercedes                                | P                                       | 1:34:09,565 h                           | 5,303 km                                | 58                                      | 195,991 km/h                            | 18. März                                | Australien |
| 18  | 2013 | Kimi Räikkönen                          | Lotus                                   | Renault                                 | P                                       | 1:30:03,225 h                           | 5,303 km                                | 58                                      | 204,926 km/h                            | 17. März                                | Australien |
| 19  | 2014 | Nico Rosberg                            | Mercedes                                | Mercedes                                | P                                       | 1:32:58,710 h                           | 5,303 km                                | 57                                      | 195,059 km/h                            | 16. März                                | Australien |
| 20  | 2015 | Lewis Hamilton                          | Mercedes                                | Mercedes                                | P                                       | 1:31:54,067 h                           | 5,303 km                                | 58                                      | 200,808 km/h                            | 15. März                                | Australien |
| 21  | 2016 | Nico Rosberg                            | Mercedes                                | Mercedes                                | P                                       | 1:48:15,565 h                           | 5,303 km                                | 57                                      | 167,526 km/h                            | 20. März                                | Australien |
| 22  | 2017 | Sebastian Vettel                        | Ferrari                                 | Ferrari                                 | P                                       | 1:24:11,672 h                           | 5,303 km                                | 57                                      | 215,409 km/h                            | 26. März                                | Australien |
| 23  | 2018 | Sebastian Vettel                        | Ferrari                                 | Ferrari                                 | P                                       | 1:29:33,283 h                           | 5,303 km                                | 58                                      | 206,069 km/h                            | 25. März                                | Australien |
| 24  | 2019 | Valtteri Bottas                         | Mercedes                                | Mercedes                                | P                                       | 1:25:27,325 h                           | 5,303 km                                | 58                                      | 215,954 km/h                            | 17. März                                | Australien |
| –   | 2020 | abgesagt aufgrund der COVID-19-Pandemie | abgesagt aufgrund der COVID-19-Pandemie | abgesagt aufgrund der COVID-19-Pandemie | abgesagt aufgrund der COVID-19-Pandemie | abgesagt aufgrund der COVID-19-Pandemie | abgesagt aufgrund der COVID-19-Pandemie | abgesagt aufgrund der COVID-19-Pandemie | abgesagt aufgrund der COVID-19-Pandemie | abgesagt aufgrund der COVID-19-Pandemie | Australien |
| –   | 2021 | abgesagt aufgrund der COVID-19-Pandemie | abgesagt aufgrund der COVID-19-Pandemie | abgesagt aufgrund der COVID-19-Pandemie | abgesagt aufgrund der COVID-19-Pandemie | abgesagt aufgrund der COVID-19-Pandemie | abgesagt aufgrund der COVID-19-Pandemie | abgesagt aufgrund der COVID-19-Pandemie | abgesagt aufgrund der COVID-19-Pandemie | abgesagt aufgrund der COVID-19-Pandemie | Australien |
| 25  | 2022 | Charles Leclerc                         | Ferrari                                 | Ferrari                                 | P                                       | 1:27:46,548 h                           | 5,278 km                                | 58                                      | 209,254 km/h                            | 10. April                               | Australien |
| 26  | 2023 | Max Verstappen                          | Red Bull                                | Honda RBPT                              | P                                       | 2:32:38,371 h                           | 5,278 km                                | 58                                      | 120,332 km/h                            | 2. April                                | Australien |
| 27  | 2024 | Carlos Sainz. jr.                       | Ferrari                                 | Ferrari                                 | P                                       | 1:20:26,843 h                           | 5,278 km                                | 58                                      | 228,316 km/h                            | 24. März                                | Australien |
| 28  | 2025 | Lando Norris                            | McLaren                                 | Mercedes                                | P                                       | 1:42:06,304 h                           | 5,278 km                                | 57                                      | 176,786 km/h                            | 16. März                                | Australien |

Rekordsieger
Fahrer: Michael Schumacher (4), Jenson Button / Sebastian Vettel (je 3)
Fahrernationen: Großbritannien (10), Deutschland (9), Finnland (4)
Konstrukteure: Ferrari (10), McLaren (7), Mercedes (4)
Motorenhersteller: Mercedes (12), Ferrari (10), Renault (5)
Reifenhersteller: Pirelli (13), Bridgestone (10), Michelin (3)

## Sonstiges
Innerhalb der Strecke liegt das u. a. vom Fußballverein South Melbourne FC genutzte Lakeside Stadium mit einer Kapazität von 15.000 Plätzen.